# 細川政元
細川政元（日语：／ Hosokawa Masamoto，1466年—1507年8月1日、文正元年－永正四年六月廿三日），室町時代後期至戰國時代初期的武將與守護大名。

## 簡介
政元曾擔任室町第24代、26代、27代、28代幕府管領，並曾擔任攝津國、丹波國、土佐國、讚岐國守護（一度也擔任過近江國守護），同時亦是細川氏宗家（京兆家）第12代當主。
政元出身於室町幕府中擔任最高幹部的足利一門三管領（斯波氏、畠山氏、細川氏）之一的細川氏本家京兆家。其父為在應仁之亂期間擔任東軍總帥的細川勝元。其母據傳為勝元之正室、山名熙貴之女（其養父為山名宗全），但關於此一說法，尚無可資佐證的史料為依據。
明應二年（1493年）四月，政元與日野富子、伊勢貞宗等人共同策劃，罷黜第10代將軍足利義材，擁立足利義澄為第11代將軍，史稱「明應政變」。政元自此出任管領，掌握幕政大權，實施以細川京兆家為核心的專制體制。其不僅主導比叡山的焚毀行動，亦積極出兵畿內周邊地區，將細川氏的勢力推向鼎盛，發展為當時日本國內最大的武家勢力。政元掌控幕府實權，實質上成為最高權力者，時人甚至尊稱其為「半將軍」。
政元篤信修驗道，終生未婚，不近女色，亦未有親生子嗣。其先後收養三名養子，分別為：細川澄之（藤原北家・九條流）、細川澄元（細川阿波守護家）以及細川高國（細川野州家）。然而，這三名養子卻為家督繼承問題爆發紛爭，連政元本人也捲入其中，最終導致其於永正四年（1507年）慘遭家臣暗殺身亡。
應仁之亂後，京都與畿內地區在政元的實力統治下暫時恢復秩序，然其死後，澄元與高國之間的內鬥使該地區再度陷入長期混亂與權力分裂。

## 生平

### 家督繼承
文正元年（1466年），政元作為當時掌握室町幕府實權的管領細川勝元之嫡子誕生，幼名聰明丸。
文明五年（1473年）五月，勝元於應仁之亂期間病逝，年僅7歲（按日本傳統的「數え年」計為8歲）的政元繼承家督，並就任丹波、攝津、土佐三國守護職。因政元尚且年幼，為此由同族分家・典厩家當主細川政國輔佐處理政務。
文明六年（1474年）四月三日，政元與西軍方大將山名政豐（山名宗全之孫）達成和睦協議。除對此和睦表示不滿的部分勢力持續抗鬥外，整體而言，各地的對立亦朝向和解與解決的方向發展，應仁之亂逐漸終息。
文明十年（1478年）七月，12歲的政元元服，並接受第8代將軍足利義政之偏諱，改名為「政元」。雖獲任命為幕府管領，然在第9代將軍足利義尚完成任大將拜賀儀式後，政元僅任職九日便辭去管領之職。
文明十一年（1479年）十二月三日或四日，因丹波國內細川氏家臣間的紛爭，政元遭當地國人勢力一宮宮內大輔一族擄走，並遭幽禁於丹波，直至翌年三月方才獲釋。此事件起因於丹波守護代內藤元長與一宮氏之間，圍繞一宮氏所持之租稅減免權所引發的權益爭端。在與內藤氏之爭中損失三十餘人後，為求於談判中佔據上風，一宮氏遂計畫擄走位階高於守護代的政元，以其做為籌碼施壓。
對此，細川京兆家選擇不透過幕府進行調停，而欲私下解決糾紛。甚至一度考慮由將軍足利義尚之弟、已出家為僧的義覺取代政元，擔任細川家之當主，惟該方案最終未被採行。
文明十二年（1480年）二月，鑒於政元生死不明，外界憂其已遭殺害，遂一度討論若政元已亡，則擬立已出家的勝元猶子 ・細川勝之為家督繼承人。該月起，細川方與一宮氏爆發武力衝突，然戰事陷入膠著，未見明顯進展。同年三月二十二日，一宮氏族人一宮賢長父子叛變，護送政元逃脫，並協助其返京。隨後，一宮氏遭內藤元長、安富元家、庄元資等細川京兆家勢力追討，終告敗北。
文明十四年（1482年），攝津國國人勢力發動叛亂，政元與當時正進軍討伐畠山義就的幕府管領畠山政長，組成聯軍出征。政元先後攻下三宅城、茨木城與吹田城，成功討伐茨木氏等攝津國人勢力。隨後，政元開始著手進行政治交涉。同年（1482年）七月，政元以義就所占領之攝津欠郡（即東成郡、西成郡、住吉郡）之返還為條件，將河内十七箇所讓予義就，單方面與義就達成和議，並自行率軍撤回京都。

### 長享・延德之亂
長享元年（1487年），第9代將軍足利義尚決意討伐南近江大名・六角高賴。據傳，在此軍事計畫中，唯一事前獲悉此一機密者即為政元。義尚與政元在極機密之下共同展開出陣準備。此外，於同年進行長享改元之際，幕府為舉行「吉書始」儀式，政元曾於八月九日短暫就任管領一職（此為其第二次就任）。
然而，兩年後的延德元年（1489年），義尚卻在討伐六角氏的戰事進行間，病逝於近江國鈎之陣中。其後，政元推舉義尚之從弟、堀越公方足利政知之子，時已出家為禪僧、居於天龍寺香嚴院的清晃為下一任將軍人選。清晃日後改名為足利義高，再改為足利義澄。
只是，在義尚之母日野富子與畠山政長的支持下，義尚另一位從弟、足利義視之子足利義材（後改名為義尹，再改為義稙）被擁立為第10代將軍。對此結果感到不滿的政元，雖於延德二年（1490年）七月五日為義材的將軍就任儀式暫任管領一日（為其第三次就任），但此後逐漸與幕府保持距離。
義材的就任，意味著幕府內部以足利義視與畠山政長為中心的權力體系日益穩固。至延德三年（1491年）一月義視去世後，幕政實權幾乎完全掌握於政長一人手中。
延德三年（1491年）二月十三日，政元收攝關家九條政基之次子為養子，命名為聰明丸（即後來的細川澄之）。
政元之所以收澄之為養子，據傳有兩項主要考量：其一，政元未曾娶妻，亦無娶妻打算，其既無親生子嗣，亦無兄弟，為此有必要預立繼承人；其二，澄之與足利義澄為外戚關係（澄之為義澄之母的表兄弟），藉由收其為子，有助於強化與義澄父親足利政知一脈的聯繫，鞏固政治基礎。
延德三年（1491）年三月，政元展開了一場東國之行，期間拜訪越後國，並與當地守護上杉房定會晤。其原本計畫繼續前往奧州，但因接獲將軍義材發出的討伐六角氏之出陣命令，只得中止行程，並於四月返京。
政元此次的東國之行，一般認為其背後具有政治意圖。目的在強化與堀越公方足利政知的聯繫，進而籠絡房定及其所代表的上杉氏一族。此外，政元亦原定前往伊豆，親自與政知會面，但因政知不幸去世，此計畫遂未能實現，政元也因此提前返回京都。
當時，政元面臨丹波國境內由位田氏、荻野氏、大槻氏、須知氏等國人勢力所發動的一揆（國人叛亂），鎮壓進展不順。因此，對於將軍義材發出的再度出兵討伐六角氏之命令，政元持反對立場，並試圖進諫義材，然其諫言最終未被採納。傳言，正是在此背景之下，政元開始策劃政變，意圖改變幕府內部的政治格局。

### 明應政變
明應二年（1493年），義材為協助畠山政長討伐畠山義豐，親率大軍出兵前往河內國。然而，政元對此次出兵同樣持反對立場，並拒絕隨軍出征。四月間，留守京都的政元與前政所執事伊勢貞宗及前將軍義尚之母日野富子密切協調，周密部署後發動政變，擁立自己過去所推薦的足利義澄為第11代將軍，是為「明應政變」。
根據當時興福寺僧人尋尊的記載，政變之主因在於：義材雖曾允諾將政務委託政元處理，卻屢次無視其反對意見，先後兩度發動大規模軍事行動（先為近江、後為河內）；此外，義材甚至意圖討伐持反對立場的政元，導致後者決意奪權。此舉最終改變幕府內部的權力結構，標誌著將軍權威的式微與幕臣主導政治體制的確立。
在此次政變中，原本站在畠山政長一方的播磨國大名赤松政則，也被政元透過政略聯姻策動，迎娶其姊洞松院為妻，最終倒戈投向細川陣營。孤立無援的政長，最終自刃身亡，自此曾擁有強大權勢的三管領之一畠山氏，勢力遭到大幅削弱。而被俘的將軍義材則被幽禁於京都龍安寺，並遭解除將軍職位。
明應三年（1494年），原為禪僧的清晃還俗，改名為足利義高（後再改名為義澄），正式就任第11代將軍。政元亦再次就任管領，掌握幕政實權，並使將軍淪為其傀儡，從而建立起「京兆專制」（細川政權）體制。
由幕府重臣主導將軍的罷黜與更替，在室町幕府歷史上，政元首開先例。自第6代將軍足利義教遭暗殺以來，歷經第7代義勝、第9代義尚幼年即位而早逝，以及應仁之亂所帶來的長期混亂，將軍權威逐漸衰微。而此次明應政變，更被視為決定性地導致室町幕府將軍權威崩解的關鍵事件。
值得注意的是，作為幕府首席政務官的管領，其原有的政治職權至此時期實際上已大多喪失。政元第四度、亦為最後一次就任管領，其實僅於足利義高（即日後的義澄）舉行元服儀式之日—明應三年十二月二十七日，短暫擔任一日而已。
爾後，歷代足利將軍直至最後一任・第15代足利義昭為止，皆逐漸淪為無實權的名義性存在。隨著明應政變與應仁之亂等事件所導致的將軍權威喪失，幕府的實質統治力大為削弱。進入戰國時代後，幕府在諸多複雜因素交織之下被迫艱難維持，其統治機制亦逐步走向衰退。
然而，也有觀點認為幕府權力並未因此消亡。伊勢貞宗在日野富子的指示下，擔任將軍義澄的後見人，並多次對政元的行動加以制衡。此外，曾奉政元命令主導政變的細川京兆家家臣、丹波守護代上原元秀突然去世後，京兆家內部對政變持消極態度的家臣逐漸占多數，京兆家因此轉而傾向接受幕府的意向，並對前將軍義材派的反撲保持警戒。基於此，有學者認為政變後幕府與細川京兆家之間形成了一種協調合作的關係。

### 與諸勢力之戰鬥
明應二年（1493年）六月，足利義材趁夜逃離京都，輾轉前往越中，接受當地守護代・神保氏的庇護，並建立流亡政權（越中公方）。
明應八年（1499年）七月，義尹（義材改名後）與畠山政長之子畠山尚順聯手，意圖透過軍事手段上洛。義尹同時也成功拉攏比叡山延曆寺成為盟友，軍勢並一度推進至近江國。對於延曆寺此舉，政元迅速察覺且即刻展開應對行動。其命令赤澤朝經與波波伯部宗量於七月十一日拂曉發動對延曆寺的大規模攻擊，展開著名的比叡山焚燒行動。此次襲擊導致根本中堂、大講堂、常行堂、法華堂、延命院、四王院、經藏及鐘樓等山上主要伽藍全部付之一炬。
趁勝追擊的朝經於九月進攻在河內國舉兵的畠山尚順，並擊潰其軍隊。尚順逃入大和國後，朝經於十二月繼續南下，攻入大和國境內，並討伐支持尚順的筒井順賢、十市遠治等國人勢力，焚燒喜光寺、法華寺、西大寺、額安寺等地，成功佔領大和北部地區。
藉由赤澤朝經的功績及前將軍義尹派上洛軍的連番敗退，原本不在政元守護範圍內的河內、大和、山城等周邊國家，實質上納入政元勢力之下，細川京兆家的版圖大幅擴展。義尹敗走，逃亡至西國周防守護大內氏麾下，政元存世期間未再受到來自京都方向的軍事威脅，成功鞏固了自身的統治基礎。此外，政元亦積極推動周邊國家國人納入細川家被官體系，透過實質上的細川領國化來加強其支配勢力。
政元對於同年戰役中攻下的槇島城頗為重視，因其被宇治川環繞，地處交通要衝。故此，他對該城進行改修與強化，並曾一度以此為居城。政元亦多次邀請將軍義澄至槇島城宴饗，並於當地進行鷹狩等活動。
不過，政元與將軍義澄在政治上經常發生對立。文龜二年（1502年）八月四日，義澄突然閉門退隱，移居至金龍寺。政元前往說服義澄返京，義澄也趁機提出5項交換條件，其一便是處決前將軍義材之弟實相院義忠。次日（八月五日），政元在義澄探望義忠時將其逮捕並予以處死。義澄藉此消除了義忠成為新將軍的可能性，因而感到放心。反觀政元，由於殺害了義忠，不僅失去了下一任將軍候補人選，更徹底被前將軍義材派視為敵人。結果，政元既無法廢除義澄，也無法與義材派和解，使其政治選擇大為受限。

### 後繼者問題
政元情緒多變、行事反覆的性格傾向，以及其無實子這一事實，對細川京兆家家督繼承問題造成了直接且嚴重的影響。
文龜元年（1501年）五月下旬，政元將家督之位讓與聰明丸（後改名為細川澄之），並宣告隱居。
然而至文龜三年（1503年），政元又將細川一門阿波分家出身、細川成之之孫六郎（即後來的細川澄元）立為繼承人。
值得注意的是，「元」字為細川京兆家歷代家督繼承人所使用的通字，而政元在收六郎為養子後即賜其「澄元」之名，顯示其最終已視澄元為嫡子。相對地，對於早先已被收為養子的聰明丸（當時尚未元服的澄之），政元卻未曾賜予「元」字，可見其地位之相對弱化。
由於先後收養兩名養子，澄元與澄之二人遂都成為政元的繼承人候補。 據傳，政元原本意圖將攝津國與丹波國分別分封給兩人，以達成勢力均衡。然而，關於細川京兆家家督應由何人繼承，家中內眾（家臣團）卻分裂為支持澄元派與支持澄之派兩大勢力，並展開激烈對立。
此外，亦有傳言指出政元自細川氏分家・野州家迎入高國為養子，此舉也成為後來產生更大混亂的原因之一。不過，關於高國的養子身分，學界存在不同說法：一說認為，在政元生前高國並未被正式收為繼承候補，而是政元死後，因與澄元對立，高國才聲稱自己亦為政元之養子；另一說則指出，政元與高國之養子契約，應是在高國元服前之幼年時期所締結。然而，由於高國生父細川政春並無其他子嗣，因此高國在明應六年（1497年）前後繼承了野州家家督之位，同時也解除與政元間的養子關係。事實上，高國在政元遭暗殺後最初並未自稱繼承人，反而支持澄元繼任家督，亦可作為其並非原定後嗣的佐證。
永正元年（1504年）九月四日，政元家臣、擔任攝津守護代的藥師寺元一，於淀城發動叛亂。此時，與政元關係惡化的赤澤朝經亦加入叛軍陣營。同月十九日，政元所率之軍成功攻陷淀城，藥師寺元一被處以死刑，赤澤朝經則獲赦免，叛亂遂告平定。此後，攝津守護代之職由元一之弟藥師寺長忠繼任。

### 永正之錯亂與政元之死
永正二年（1505年），河內國的畠山義英（畠山義就之孫）與畠山尚順達成和睦，致其與政元之關係惡化。同年十一月，政元命赤澤朝經進攻義英所據之譽田城。
永正三年（1506年）四月下旬，若狹國守護武田元信與丹後國守護一色義有發生爭執，元信向政元請求援助，政元遂派遣澄之前往丹後應援。同時，為了確保澄之與澄元的家督繼承順利過渡，政元任命澄之為丹波國守護並令其赴任。。
另一方面，在河內國，畠山尚順與義英聯手反對政元，並在大和國集結兵力。因應此情勢，幕府於同年（1506年）八月左右下令赤澤朝經進軍大和國。
永正三年（1506年）九月七日，山城國守護代香西元長背叛政元，在京都起兵。幕府遂自大和國召回三好之長，命其討伐元長。而在香西元長的背後，尚有攝津國守護代藥師寺長忠的支持。同一時期，澄之正在攻擊丹後國的宮津城，但截至九月底，該城仍未陷落。
或因厭倦反政元派的動向，政元於同年（1506年）十一月三日，意圖渡往阿波國，遂移至位於和泉國的商業都市堺。最後，在將軍義澄及高國的勸說下，政元才中止了此行。
永正四年（1507年）四月，政元假借前往修驗道聖地出羽國・羽黑山朝聖為名，從丹波國進入若狹國。當時正與一色氏交戰的武田元信聞訊大為震驚，並設法加以阻止。最終，武田對一色氏的攻勢未能奏效。另一方面，原本進攻丹後國賀屋城（亦稱加悅城）的澄之，亦於五月二十八日返回京都。據稱，澄之與一色氏家臣城將石川直經密謀，對外宣稱城池已陷落，實則在此假情報掩護下撤軍。
永正四年（1507年）五月二十九日，政元在朝廷的勅旨下返抵京都。由於當時細川軍隊分別派往河內國、大和國、丹後國等多地展開軍事行動，京都本地的防衛力量相對薄弱。六月二十三日，政元於自宅洗浴之際，遭香西元長派遣的間諜竹田孫七襲擊暗殺，享年41歲，史稱「永正錯亂」。
被譽為「半將軍」的政元之死，造成原已混亂的中央政局進一步惡化，全國各地的戰國化亦因此加速。細川京兆家在其死後，因家督繼承問題爆發內部紛爭，導致政權體制、領國經營及家臣團組織皆迅速衰退。然而，政元所建立的「細川氏一強」之京兆專制體制，在其死後仍得以延續，幕府及京都周邊地區事實上仍由細川京兆家掌控。
在政元被暗殺後，其繼承人問題浮上檯面。關於排除並無細川氏血統的澄之，細川一門大致意見一致。然而，在澄之戰死後，澄元（後由其子晴元繼承）與高國之間的對立，進一步與幕府將軍義澄與義稙兩派之爭交織，最終演變為長達二十年以上、分裂細川氏、動搖畿內政局的大規模內戰—「兩細川之亂」。
自政元開創細川政權，延續至約四十年後，方因三好長慶對其名義上的主君—細川晴元與將軍足利義晴發動下剋上而告終，至此正式崩潰。
此外，隨著政元之死，自室町幕府初期以來自細川賴之、賴元所延續而來的細川氏宗家—京兆家的嫡流血脈遂告斷絕。其後，家督之位遂由其旁系—即賴元之兄弟細川滿之與細川詮春的後裔間爭奪。

## 遭暗殺原因
關於政元遭暗殺一事，一般認為主謀者為其家臣香西元長。其動機據說與繼承人問題密切相關。儘管政元最初迎立澄之為嗣子，但由於澄之與細川一族毫無血緣關係，細川一門中的反對聲音一直未曾平息。政元本人亦漸生悔意，最終改為迎立出自庶家、來自阿波的澄元為嗣子。
然而，此一轉變導致原本作為澄之輔佐者的元長失去政治權力。相對地，作為澄元輔佐者，並因軍事才能獲政元賞識而受到重用的三好之長，其勢力在細川家中迅速擴大。之長隨澄元自阿波入京，甚至開始介入讚岐地區的政務。由於元長出身讚岐，因此對之長心生怨懟。加之主君政元本人的性格與私德多有問題，亦使元長對其未來政權感到不安。綜合上述因素，元長最終決意擁立澄之、掌握實權，遂發動暗殺政元之舉。
此外，據稱澄之本人亦作為幕後主使之一，參與了暗殺政元的計畫。正如前述，於被廢嫡並元服之後的永正三年（1506年），澄之雖表面上遵從養父政元之命，前往討伐丹後國的一色義有並攻擊賀悅城，然其行動實為表面服從，背地則與敵對的一色方秘密勾結，佯裝賀悅城已陷落，進而主動撤軍。
值得注意的是，先前受澄之操控而佯裝陷落的賀悅城城將石川直經在得知政元遭暗殺後，成功襲擊並擊殺試圖自京都撤退的赤澤朝經。此一連串事件顯示，澄之與一色方事先已有通謀，且相關行動極具計畫性與周到準備。
澄之參與此陰謀的主因，被認為是對自己遭廢嫡之處置心懷怨恨所致。

## 家臣
- 安富元家（日语：安富元家）
- 上原元秀（日语：上原元秀）
- 上原賢家（日语：上原賢家）
- 香西元長（日语：香西元長）

- 藥師寺元長（日语：薬師寺元長）
- 藥師寺元一（日语：薬師寺元一）
- 藥師寺長忠（日语：薬師寺長忠）
- 波波伯部宗量（日语：波々伯部宗量）

- 香川元景（日语：香川元景）
- 赤澤朝經（日语：赤沢朝経）
- 赤澤長經
- 三好之長（日语：三好之長）

## 出處
1. ↑  長谷川博史（2021）P.2
2. ↑  室井康平（2022）
3. 1 2 3 4  大阪府史編集専門委員会（1981）P.300
4. ↑  山本雅和（2014）
5. 1 2  『後法興院記』
6. 1 2  『大乘院寺社雜事記』
7. ↑  『富田林市史 第二卷』（1998）P.245-247
8. ↑  『大乘院寺社雜事記』長享元年八月十一日條
9. ↑  『大乘院寺社雜事記』延德三年八月七日條
10. ↑  長江正一（1968）P.13
11. ↑  『大乘院寺社雜事記』明應二年閏四月十日條
12. ↑  長江正一（1989）P.19
13. ↑  山田康弘（2016）P.126-127
14. ↑  大阪府史編集専門委員会（1981）P.300-301
15. ↑  馬部隆弘（2018）P.71-74
16. ↑  大阪府史編集専門委員会（1981）P.305
17. ↑  大阪府史編集専門委員会（1981）P.302
18. 1 2 3 4 5 6 7  大阪府史編集専門委員会（1981）P.303
19. 1 2 3 4 5 6 7 8  大阪府史編集専門委員会（1981）P.304
20. 1 2 3  長江正一（1968）P.16